# ژابیز زربخش
ژابیز زربخش (زادهٔ ۱۳۶۳ خورشیدی در تهران)، نوازندهٔ ویولنسل اهل ایران است. او پس‌از فراگیری پیانو با ورود به هنرستان موسیقی دختران، نوازندگی ویلنسل را نزد داوود جعفری امید فراگرفت. زربخش در ۱۳۷۶ (۲۰۰۷ میلادی) در رشتهٔ نوازندگی ویلنسل از کنسرواتوار دولتی کومیتاس ایروان در جمهوری ارمنستان، موفق به دریافت مدرک Master’s degree & Post-graduate certificate (کارشناسی ارشد)، زیر نظر رومان مسروپیان شد.
او در جشنواره موسیقی فجر سال‌های ۱۳۷۷ و ۱۳۷۹ موفق به اخذ دیپلم افتخار در نوازندگی ویلنسل و در سال ۱۳۸۷ به عنوان عضو آنسامبل نیواک موفق به دریافت رتبه نخست و تندیس این جشنواره شد. زربخش در هشتمین جشنوارهٔ بین‌المللی رنسانس موفق به کسب مقام اول شدند. این جشنواره همزمان با بیست و پنجمین سالگرد استقلال جمهوری ارمنستان با شعار «هنر علیه جنگ و ترور» از ۱۰ تا ۲۱ آوریل ۲۰۱۶، زیر نظر، ریتا سارگسیان (مدیر کنسرواتوار دولتی کومیتاس ایروان)، وزارت فرهنگ جمهوری ارمنستان و پروفسور کارینه آودالیان برگزار شد.